# 羊八井站

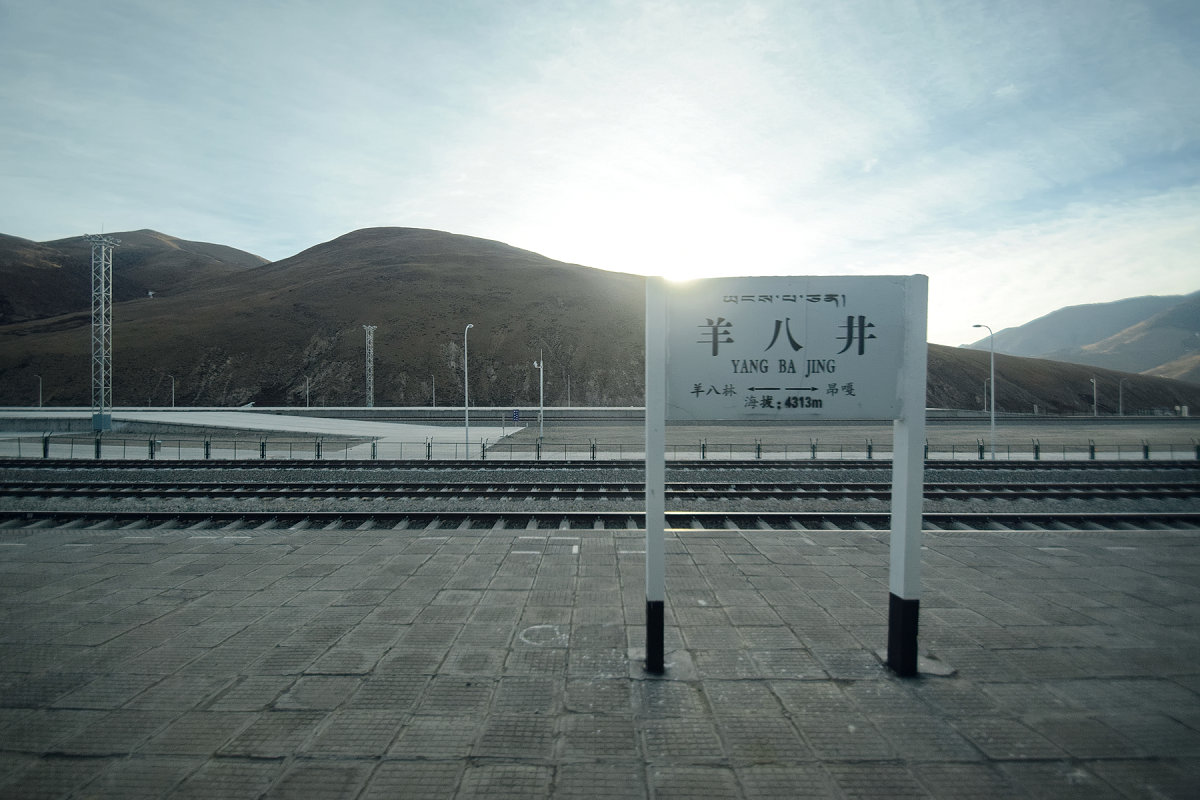
羊八井站

羊八井站位于中国西藏自治区拉萨市堆龙德庆区，海拔4313米，于2006年7月1日启用。该站为青藏铁路的无人驻守观景车站，由青藏铁路集团公司营运。

## 使用情况
羊八井站是青藏铁路的无人站，有14列旅客列车经过此站，主要为拉萨到发的各类旅客列车。

## 始发车次
目前羊八井站未有任何始发车次。

## 历史
- 2006年7月1日：羊八井站建成启用。